# Callerinnys deflavata
Callerinnys deflavata är en fjärilsart som beskrevs av Louis Beethoven Prout 1915. Callerinnys deflavata ingår i släktet Callerinnys och familjen mätare. Inga underarter finns listade i Catalogue of Life.